# Артюшкіно
Артю́шкіно (рос. Артюшкино, марій. Артюшкансола) — присілок у складі Гірськомарійського району Марій Ел, Росія. Входить до складу Виловатовського сільського поселення.

## Населення
Населення — 61 особа (2010; 65 у 2002).
Національний склад (станом на 2002 рік):
- гірські марійці — 95 %